# 羽脉山麻杆
羽脉山麻杆（学名：Alchornea rugosa）为大戟科山麻杆属下的一个种。